# Route nationale 734
Die Route nationale 734, kurz N 734 oder RN 734, war eine französische Nationalstraße, die von 1933 bis 1973 auf der Île d’Oléron verlief. Ihre Länge betrug 29 Kilometer. 1966 wurde sie über die neu erstellte Brücke „Viaduc d’Oléron“ über die Departementsstraße 26 mit der Nationalstraße 728 verbunden.